# Cattedrale di Butuan
La Cattedrale di Butuan, nota anche come cattedrale di San Giuseppe, (in filippino: Katedral ni San Jose) è una chiesa cattolica sita nella città di Butuan, in Agusan del Norte, Filippine, ed è la cattedrale della diocesi di Butuan.